# دهه ۳۹۰ (میلادی)
دهه ۳۹۰ (میلادی) دهه سی و نهم تقویم میلادی است.

## درگذشتگان
‎